# 藤田崇文
藤田 崇文（ふじた たかふみ 1969年 - ）は、日本の作曲家、音楽プロデューサー、和光市民文化センター〈サンアゼリア〉館長、 東京音楽大学学長特任補佐。 東京音楽大学、東京大学大学院に学ぶ。

## 経歴
北海道帯広市出身。東京音楽大学作曲科、東京大学大学院教育学研究科に学ぶ。東京音楽大学作曲科にて伊福部昭と池野成に師事。大学卒業と同時に、名古屋フィルハーモニー交響楽団客演打楽器奏者として活動を開始し、2000年から中部フィルハーモニー交響楽団ティンパニ奏者（創立楽団員）として在籍。その他、各プロ・オーケストラからも客員ティンパニ奏者として招聘される。1994年からジャパン・パーカッション・フェスティヴァルの総監督を務めるなど打楽器界での活躍の一面がある。
オーケストラ演奏活動15年、1000回公演を機に、2006年7月にオーケストラ活動から、作曲・編曲に専念。
プロデュース・作編曲・演奏に携わってきたコンサートは1800公演にのぼる。
ザルツブルク・モーツァルテウム管弦楽団、プラハ交響楽団、ケルン放送管弦楽団、東京フィルハーモニー交響楽団、日本フィルハーモニー交響楽団、新日本フィルハーモニー交響楽団、東京交響楽団、神奈川フィルハーモニー管弦楽団、札幌交響楽団、仙台フィルハーモニー管弦楽団、名古屋フィルハーモニー交響楽団、大阪フィルハーモニー交響楽団、九州交響楽団、シエナ・ウインド・オーケストラなどオーケストラからアンサンブル、アーティストへの作曲・アレンジ数は、350曲を超える。TV、CDレコーディング他、楽譜も多数出版されTV、国際的音楽祭のプロデュースも展開している。
CDは、藤田崇文指揮×札幌交響楽団「伊福部昭トリビュート春の音楽祭」 コンサートライブCDがポニーキャニオン、TBSよりリリースされ、クラシックCD部門(TOWER RECORDS. Amazon共に)売上第1位を記録。レコード芸術「特選盤」とレコード芸術「優秀録音盤」にもダブル選出された。
北海道帯広には自作曲「光と風の大地」スコアと共に銅板記念碑が建立され、北海道とかち観光大使を務める。
北海道帯広市にピアノを寄贈した。
テレビ・映画の音楽レコーディング、テレビ音楽番組、音楽祭のディレクターや監修、司会も多数担当。
熱狂的なクルマ好きとして知られ、愛車はメルセデス・ベンツ。自転車はビアンキ oltre を愛用し、サイクリングが趣味。

## 役職歴
- 2012年10月：埼玉県和光市民文化センター〈サンアゼリア〉館長に就任。
- 2013年10月：埼玉県初のプロオーケストラ「サンアゼリア フィルハーモニカ」創立者及び、芸術監督に就任。
- 2014年3月：北海道"とかち観光大使”に就任。
- 2016年4月：東京音楽大学学長特任補佐（作曲指揮専攻指揮）に就任。
- 2017年6月：C.Bechstein Japan コンサートアドバイザー就任。
- 2022年：東京都立川市児童館 館長に就任

## 受賞歴等
- 北海道帯広市に作曲楽譜「光と風の大地」の銅板記念碑が建立される（2008年）
- 防衛省陸上自衛隊総監表彰（2014年）
- 防衛省陸上自衛隊駐屯地司令感謝状（音楽分野では1名）(2015年)

## 作品

### オリジナル作品
- バリ・チューバと打楽器の為の「断章」（東京音楽大学委嘱作品）
- Dance of Local custom
- Toccata
- 《祝典序曲》 （船橋市交響吹奏楽団委嘱作品）
- Japanese folk music
- Melody of Swan
- Latin Fiesta
- Symphonic Fantasia
- 「対話」 （岡崎音楽家協会委嘱作品）
- ユーフォニアムとテューバの為の「カルテット」 （名古屋ユーフォニアム・テューバ委嘱作品）
- 吹奏楽の為の「祝典ファンファーレ」
- 二連響士（TWICE委嘱作品）
- 「カスタネット・トリオ」（日本カスタネット協会委嘱作品）
- pk@4 (coup de baguette 委嘱作品) [DAONP出版]
- 『木の記憶』 [DAONP出版]
- 『スパニッシュ・ダンス』 [DAONP出版]
- 『ルート38』（遥かなる空へ・木の記憶・防風林）』 [DAONP出版]
- 『OTUKOH （北杜）2008 』
- 吹奏楽の為の『光と風の大地』
- 管弦楽のための「奇跡の一本松」（初演：広上淳一指揮／サンアゼリアフィルハーモニカ）　／（札幌交響楽団：管弦楽版 CD：ポニーキャニオン）
- 吹奏楽のための「奇跡の一本松」（初演：陸上自衛隊東部方面自衛隊）
- 官兵衛が行く
- 竹の三時　（日本尺八連盟委嘱作品）
- 北の舞〜もしもゴジラが北海道に上陸したら（管弦楽版 CD：ポニーキャニオン／吹奏楽版）
- カルメンファンタジー（管弦楽版／ピアノ版）

### 編曲作品

#### クラシック系
- 千の風になって［モーツァルテウム管弦楽団来日公演］
- ウィーンはいつもウィーン［モーツァルテウム管弦楽団来日公演］
- エスパーニャ・カーニ Eapana Cani［DAONP社］
- フランス組曲 第5番（J.S.バッハ）Franzosische Suiten/ J.S.Bach［ARC音楽出版］
- 夜想曲 遺作（ショパン） Nocturne /Chopin［ARC音楽出版］
- アニトラの踊り（グリーク）Anitra's Dance/Grieg［ARC音楽出版］
- かっこう（ダカン）Coucou/Daquin［ARC音楽出版］
- トロイメライ（シューマン）Traumerei/Schumann［ARC音楽出版］
- 楽興の時（シューベルト）MomentS Musicaux/Schubert［ARC音楽出版］
- 雨だれのプレリュード（ショパン）Prelude Raindrop/Chopin［ARC音楽出版］
- トルコ行進曲（モーツァルト）Marche a la Turka/Mozart［ARC音楽出版］
- ユモレスク（ドヴォルザーク）Humoresque/Dvorak［ARC音楽出版］
- 歌の翼にのせて（メンデルスゾーン）On Wings of Song/Mendelssohn［ARC音楽出版］
- メヌエット（ビゼー：組曲「アルルの女」第2番より）Menuet/Bizet［ARC音楽出版］
- 剣の舞（ハチャトゥリアン：「ガイーヌ」より）Sabel Dance/Khachaturian［ARC音楽出版］
- ラルゴ（ヘンデル）［ARC音楽出版］
- 波の見える風景（管弦楽 CD：ポニーキャニオン）

#### TV、映画系
- ゴジラ“Godzilla”［モーツァルテウム管弦楽団来日公演］
- 妖怪大戦争(1968) CDアルバム(2006)
- 犬夜叉（読売テレビ系）」9楽曲 →「犬夜叉 打楽連歌」CDアルバム(2007)

### 文化庁作品
- 神奈川フィルハーモニー管弦楽団との共同制作
- すてきな仲間
- たったひとつの命だから
- この広い世界にいっぱい
- ぼくたちの山県
- 一人よりみんな
- 勇気のサンバ
- 飛び立とう！すてきな仲間と
- みんなのくすの木
- ききょうの丘 パート2
- 空と海と地球と
- 大すき汐入
- 鎌倉の地に息づいて
- 一人じゃないよ！
- さかせよう、やさしい花
- 三崎っ子
- 晴れわたる空
- Like the Wind
- 宝物だよ、友だちは
- 高部屋にうたう風
- 未来へ
- 公郷
- おぶちのうた
- ありがとう友達
- 自分大好き
- 仲間といっしょに
- 大空へはばたけ

## 音楽祭プロデュース
- 八ヶ岳「北杜国際音楽祭」
- 伊福部昭音楽祭
- サンアゼリア国際音楽祭
- 春の音楽祭

## シネマ・コンサート
- 映画『ゴジラ』（1954年 東宝）シネマコンサートを製作（伊福部昭音楽祭実行委員会）。2014年7月13日 (日) オペラシティコンサートホールにて初演。
- 映画『砂の器』（1974年 松竹）シネマコンサート「ピアノ協奏曲『宿命』pf全曲編纂」を担当。 2017年8月12日オーチャードホールにて初演。

## 社会活動（所属団体）
- 北海道"とかち観光大使”
- 日本音楽著作権協会 (JASRAC) 会員
- 日本打楽器協会 理事
- 北海道作曲家協会 理事
- 八ヶ岳「北杜国際音楽祭」 音楽プロデューサー

他、数々の芸術・音楽委員会委員長を歴任、コンクール審査員など多数。